# Qianjin Nongchang (bondby i Kina, Liaoning Sheng, lat 42,09, long 123,53)
Qianjin Nongchang (kinesiska: 前进农场) är en bondby i Kina. Den ligger i provinsen Liaoning, i den nordöstra delen av landet, omkring 34 kilometer norr om provinshuvudstaden Shenyang. Antalet invånare är 1 487. Befolkningen består av 720 kvinnor och 767 män. Barn under 15 år utgör 8,0 %, vuxna 15-64 år 76 %, och äldre över 65 år 15,0 %.
Runt Qianjin Nongchang är det mycket tätbefolkat, med 1 632 invånare per kvadratkilometer. Närmaste större samhälle är Hushitai, 17,8 km söder om Qianjin Nongchang. Trakten runt Qianjin Nongchang består till största delen av jordbruksmark.
Genomsnittlig årsnederbörd är 967 millimeter. Den regnigaste månaden är augusti, med i genomsnitt 214 mm nederbörd, och den torraste är januari, med 9 mm nederbörd.